# Oberdiessbach

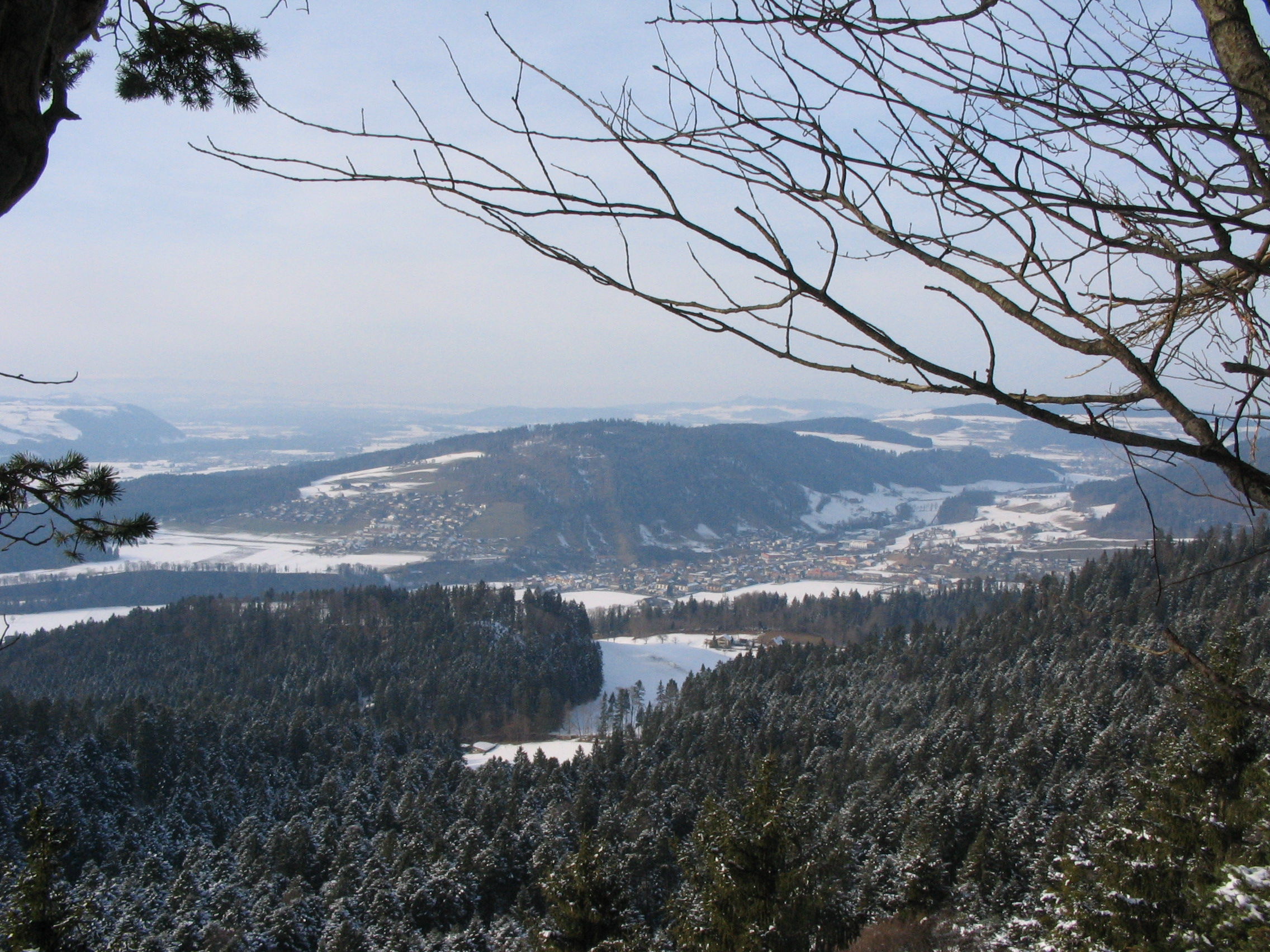
Oberdiessbach von der Falkenfluh aus gesehen

Oberdiessbach ist eine politische Gemeinde im Verwaltungskreis Bern-Mittelland des Kantons Bern in der Schweiz. Mit Wirkung auf den 1. Januar 2010 fusionierte Oberdiessbach mit der früheren Gemeinde Aeschlen zur neuen Gemeinde Oberdiessbach. Sie hat sich per 1. Januar 2014 mit Bleiken zusammengeschlossen (Absorptionsfusion).

## Geographie
Oberdiessbach liegt auf 605 m ü. M., 9 km nördlich von Thun (Luftlinie). Das Dorf erstreckt sich in einer Talweitung des Chisetals, an der Mündung des Diessbachs in die Chise, umgeben von den Höhenzügen des Haubenwaldes, des Kurzenbergs und der Falkenflue.
Die Fläche des 16,46 km² grossen Gemeindegebiets umfasst einen Abschnitt des voralpinen Hügellandes östlich des Aaretals. Das Gebiet wird von Norden nach Süden vom Tal der Chise durchquert. Im nördlichen Teil weist der Talboden eine Breite von rund 200 m auf, bei Oberdiessbach öffnet er sich jedoch zu einer etwa 600 bis 800 m breiten flachen Talebene. Von Osten mündet hier das Tal des Diessbachs. Westlich des Chisetals reicht der Gemeindebann auf Waldhöhe der Hauben (bis 860 m ü. M.). Nach Nordosten erstreckt sich der Gemeindeboden über einen dicht bewaldeten Hang bis auf den Güggel, der den westlichen Abschluss des Höhenrückens des Kurzenbergs bildet. Der höchste Punkt von Oberdiessbach wird oberhalb der Aeschlenalp erreicht (1196 m ü. M.). Von der Gemeindefläche entfielen 1997 13 % auf Siedlungen, 42 % auf Wald und Gehölze und 45 % auf Landwirtschaft.
Zu Oberdiessbach gehören ausgedehnte Wohnquartiere am Südhang des Haubenwaldes und am Fuss der Falkenflue, die Ortschaften Aeschlen und Bleiken sowie einige Einzelhöfe. Nachbargemeinden von Oberdiessbach sind Brenzikofen, Buchholterberg, Fahrni, Freimettigen, Häutligen, Herbligen, Linden und Wichtrach.

## Geschichte
Die erste urkundliche Erwähnung des Ortes erfolgte 1218 als Tiecebac. Später erschienen die Bezeichnungen Deizbach (1239), Diezebac (1246), Diezbach (1252), Dyezbach (1329), Diessbach (1366) und Oberdiesbach (1442). Der Ortsname geht auf das althochdeutsche Wort tiozan (tosen, brausen) zurück. Deswegen ergibt sich für Diessbach die Bedeutung tosender, brausender Bach. Der Zusatz Ober- wurde erst relativ spät hinzugefügt, um eine bessere Unterscheidbarkeit von der Gemeinde Diessbach bei Büren zu erlangen. Er war lange Zeit inoffiziell.
Im Mittelalter unterstand Oberdiessbach der Herrschaft Diessbach, welche zunächst den Herzögen von Zähringen, später den Grafen von Kyburg gehörte. Die Burg Diessenberg der Herren von Diessbach auf dem Bürglen, einem Vorberg der Falkenflue oberhalb von Brenzikofen, wurde bereits 1331 von den Bernern zerstört. Im Jahr 1406 gelangte die Herrschaft endgültig unter die Oberhoheit der Berner. Die Herren von Diessbach erloschen um 1390.

Luftbild aus 400 m von Walter Mittelholzer (1927)

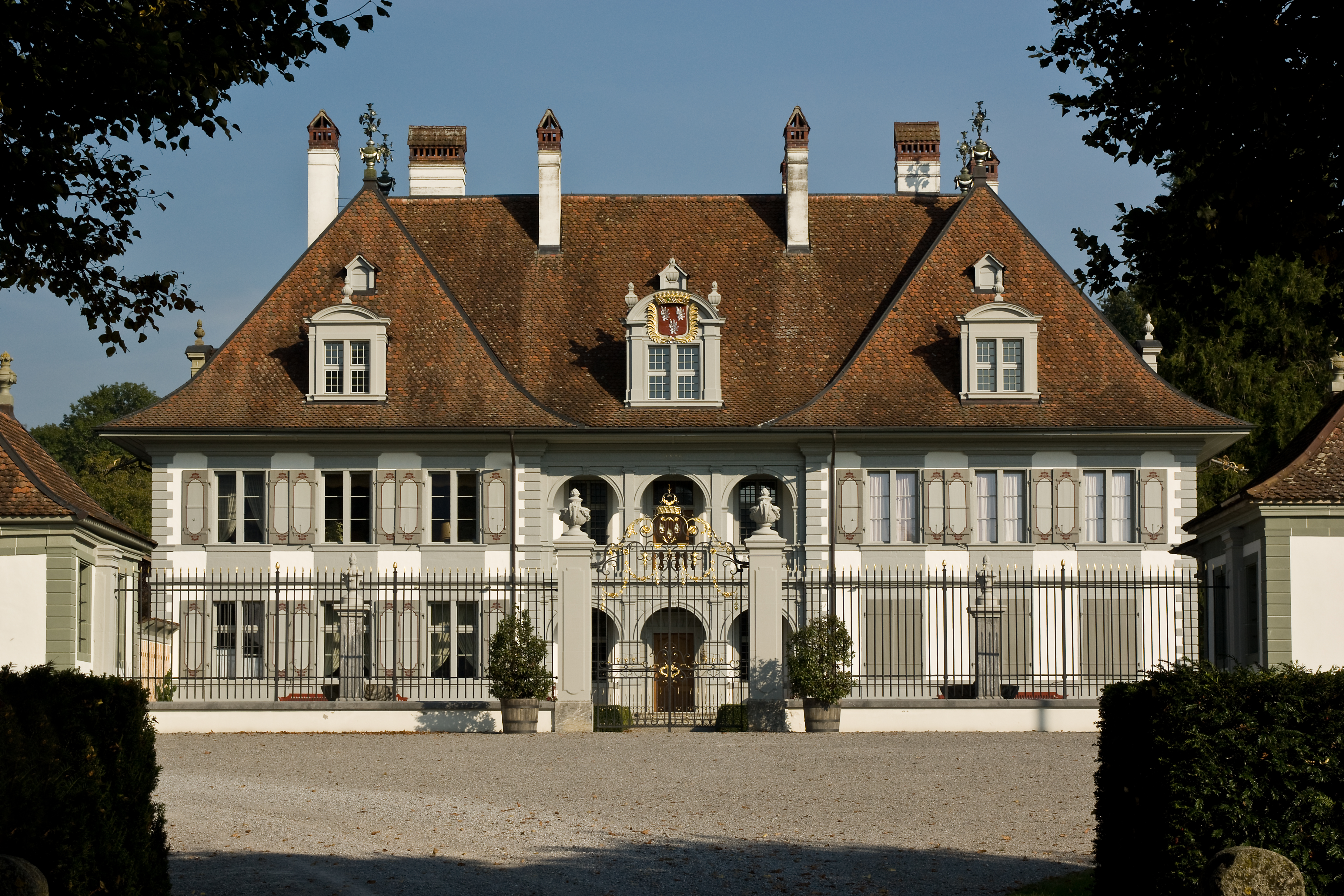
Neues Schloss Oberdiessbach

Clewi (Niklaus), genannt Goldschmied, besass ab 1427 eine Hälfte der Herrschaft Diessbach und nannte sich Niklaus von Diesbach. Er erhielt 1434 von König Sigmund einen Adelsbrief. Ab dem 15. Jahrhundert war die jüngere Familie von Diesbach eine der reichsten und einflussreichsten Familien der Stadt und Republik Bern. Um 1560 bauten die von Diesbach das Alte Schloss in Oberdiessbach. Sie hatten die Hohe Gerichtsbarkeit über Oberdiessbach und das nahe Umland inne. Die Herrschaft wechselte mehrfach den Besitzer und kam 1647 an die Patrizierfamilie von Wattenwyl, die 1666–1668 das Neue Schloss Oberdiessbach errichten liess und es bis heute besitzt, ebenso wie den 1728 erbauten Landsitz Diessenhof.
Nach dem Zusammenbruch des Ancien Régime (1798) gehörte Oberdiessbach während der Helvetik zum Distrikt Höchstetten und ab 1803 zum Oberamt Konolfingen, das mit der neuen Kantonsverfassung von 1831 den Status eines Amtsbezirks erhielt. Noch im 19. Jahrhundert hiess die Gemeinde offiziell Diessbach oder Diessbach bei Thun. Nachdem 1850 der Poststempel Oberdiessbach eingeführt worden war, dauerte es jedoch noch bis 1870, bis der offizielle Gemeindename ebenfalls in Oberdiessbach geändert wurde. Im Jahr 1888 wurde die Kleingemeinde Hauben (westlich des Chisetals, damals rund 110 Einwohner) nach Oberdiessbach eingemeindet.
Am 10. März 2008 beschlossen die Stimmberechtigten von Oberdiessbach und von Aeschlen die Fusion der Einwohnergemeinden. Die neue Gemeinde heisst weiterhin Oberdiessbach und entstand mit Wirkung auf den 1. Januar 2010. Am 3. Dezember 2012 wurde an den Gemeindeversammlungen die Fusion von Oberdiessbach und Bleiken beschlossen. Sie trat am 1. Januar 2014 in Kraft.

## Bevölkerung
Mit 3648 Einwohnern (Stand 31. Dezember 2023) gehört Oberdiessbach zu den mittelgrossen Gemeinden des Kantons Bern. Von den Bewohnern sind 95,2 % deutschsprachig, 1,0 % sprechen Serbokroatisch und 0,9 % Französisch (Stand: 2000). Die Bevölkerungszahl von Oberdiessbach belief sich 1850 auf 1175 Einwohner, 1900 auf 1281 Einwohner. Im Verlauf des 20. Jahrhunderts stieg die Bevölkerungszahl kontinuierlich an. 1980 wurden 2319 Einwohner gezählt.

## Politik
Gemeindepräsidentin ist seit 2022 Bettina Gerber (Die Mitte / Liste SVP) (Stand 2024).
In den Gemeindewahlen 2021 schnitten die Ortsparteien bei einer Wahlbeteiligung von 49,96 % wie folgt ab: SVP 39,92 %, EVP 21,59 %, FDP 20,64 %, OML (Oberdiessbach Mitte Links) 17,84 %
Bei den Nationalratswahlen 2023 betrugen die Wähleranteile in Oberdiessbach (in Klammern die Veränderung im Vergleich zu den Wahlen 2019 in Prozentpunkten): SVP 42,88 % (+5,42), SP 12,06 % (+1,78), glp 8,84 % (+1,20), Grüne 7,34 % (−3,22), EDU 6,80 % (+2,75), FDP 6,60 % (−3,31), EVP 5,88 % (−1,74), Mitte 5,63 % (−1,97), Weitere 3,97 % (−0,92).

## Wirtschaft
Oberdiessbach war bis Ende des 19. Jahrhunderts ein vorwiegend durch die Landwirtschaft geprägtes Dorf. Die Wasserkraft von Chise und Diessbach wurde schon im Spätmittelalter für den Betrieb von Mühlen und Sägereien genutzt. Im Verhältnis zu anderen Gemeinden haben sich früh verschiedene Gewerbebranchen im Dorf angesiedelt, deren Entwicklung durch den Bahnanschluss (seit 1899) weiter gefördert wurde.
Heute haben die Milchwirtschaft, die Viehzucht und der Ackerbau nur noch einen kleinen Stellenwert in der Erwerbsstruktur der Bevölkerung. Zahlreiche weitere Arbeitsplätze sind in Gewerbe und Industrie sowie im Dienstleistungssektor vorhanden. Zu den wichtigen Unternehmen gehören heute die Vogt AG (Produkte für Feuerwehren und Katastrophendienste, insbesondere Feuerwehrfahrzeuge) und die Hoffmann Neopac AG (Herstellung von Primärpackmitteln / Tuben aus Laminat und Kunststoff). Weitere Betriebe sind im Baugewerbe, Gartenbau, in der Industrie-Elektronik, der Holzverarbeitung und in der Feinmechanik tätig.
Oberdiessbach war bis 1999 Standort eines Bezirksspitals, welches im Zuge einer Redimensionierung geschlossen wurde. In den Räumlichkeiten ist heute ein Pflegezentrum untergebracht. Oberdiessbach besitzt seit 1856 eine Sekundarschule sowie seit 2003 eine Spezial-Sekundarschule zum Ziel des erleichterten Gymnasiumeinstiegs. In den letzten Jahrzehnten hat sich das Dorf zu einer Wohn- und Arbeitsgemeinde entwickelt. Mit über 1200 Arbeitsplätzen ist Oberdiessbach heute ein attraktiver Arbeitsstandort, der mehr Zu- als Wegpendler aufweist.

### Verkehr
Die Gemeinde ist verkehrstechnisch gut erschlossen. Sie liegt an der Hauptstrasse von Thun nach Konolfingen. Der nächste Anschluss an die Autobahn A6 (Bern–Thun) befindet sich rund 5 km vom Ortskern entfernt. Am 21. Juli 1899 wurde die Eisenbahnlinie von Hasle-Rüegsau nach Thun mit einem Bahnhof in Oberdiessbach in Betrieb genommen. Das Bahnhofsgebäude wurde im Jahr 2004 umgebaut. Heute befindet sich dort ein avec. Oberdiessbach ist der Ausgangspunkt der STI-Buslinie 44 nach Linden–Heimenschwand. Seit dem Fahrplanwechsel 2008/2009 ist Oberdiessbach eine Haltestelle der Moonliner-Linie M13. Mit dem Fahrplanwechsel 2010/2011 fand auch das Postauto im Rahmen eines auf drei Jahre befristeten Versuchbetriebs den Weg nach Oberdiessbach. Die neugeschaffene Linie 167 verbindet Oberdiessbach von Montag bis Freitag via Herbligen, Oppligen, Kiesen und Wichtrach mit Münsingen.

## Sehenswürdigkeiten

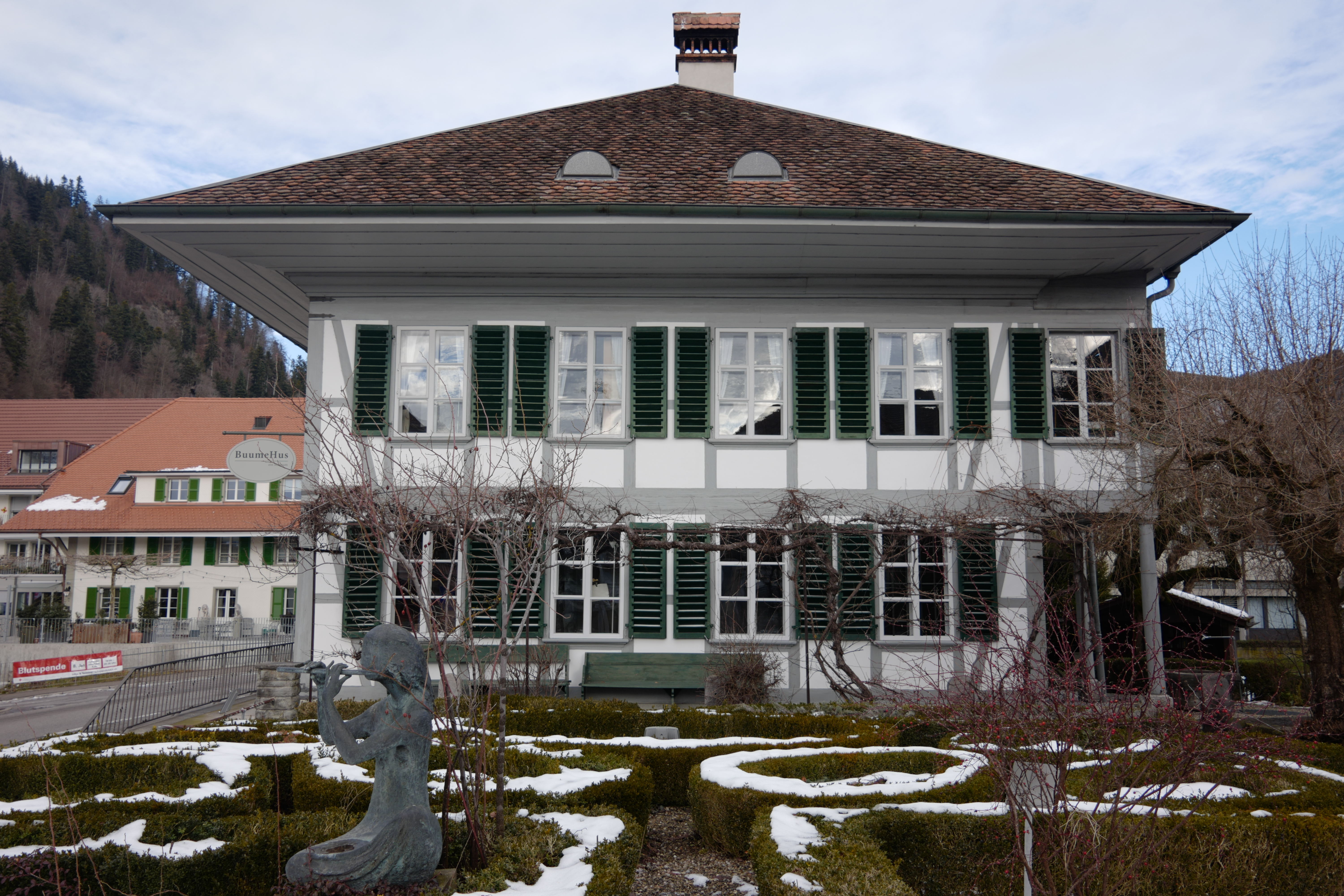
Baumann-Zuber Haus

Die Kirche von Oberdiessbach wurde 1498 neu erbaut. Zur reichen Ausstattung gehören ein Von-May-Stuhl von 1638, Wappenscheiben von 1560 und eine Kapelle mit dem Grabmal für Albrecht von Wattenwyl, der 1671 gestorben war. 1738 bis 1750 wirkte hier Pfarrer Samuel Lutz. Im Umfeld der Kirche befinden sich das 1672 errichtete Pfarrhaus sowie verschiedene Häuser aus dem 18. und 19. Jahrhundert.
Am östlichen Dorfrand stehen das Alte Schloss (1546 für die Familie Diesbach erbaut) und nahebei das Neue Schloss Oberdiessbach (1666–1668 erbaut). Südlich von Oberdiessbach befindet sich der barocke Landsitz Diessenhof, der aus dem 18. Jahrhundert stammt.
An der Burgdorfstrasse 2 steht das im Dorf als "Buumehus" bezeichnete Museum, in dem eine Dauerausstellung zur Entwicklung des Handels mit Lebens- und Genussmitteln (z. B.: Zigarren) sorgfältig präsentiert wird. Die ausgestellten Gegenstände zum "Kolonialwarenhandel" stammen aus der umfangreichen Archivsammlung der Familie Baumann-Zuber, die den Laden bis 1989 selber betrieben hat. Begleitet wird die Ausstellung durch Hinweistafeln zum Dreieckshandel Europa-Afrika-Amerika, der als Zahlungsmittel neben Geld, mit Sklaven handelte.

## Persönlichkeiten
- Johann Hasler (1548 Schöntal – nach 1602), Theologe und Mediziner
- Paul Bay (1891–1952),  Architekt, Bildhauer, Innenarchitekt und Anthroposoph
- Hans Moser (1901–1974), Dressurreiter und Olympiasieger
- Leni Neuenschwander (1909–2000), Sopranistin und Hochschullehrerin
- Gustav Stettler (1913–2005), Maler, Zeichner, Radierer und Kunstpädagoge
- Arthur Hänsenberger (1927–2014), Politiker
- Paul Freiburghaus (1932–2017), Maler und Radierer
- Ruedi Aebersold (* 1954), Zell- und Systembiologe
- Diana Torto (* 1968), italienische Jazzsängerin
- Thomas Lüthi (* 1986), Motorrad-Strassenrennfahrer